# دادو، پاکستان
دادو (به اردو: دادو) شهری در استان سند کشور پاکستان است که در سرشماری سال ۲۰۰۶ میلادی، ۱۴۶٫۷۱۴ نفر جمعیت داشته است.